# تاکو ایواساکی
تاکو ایوازاکی (انگلیسی: Taku Iwasaki؛ زادهٔ ۲۱ ژانویهٔ ۱۹۶۸) موسیقی‌دان اهل ژاپن است.